# Dobrolot
„Dobrolot” (lub „Dobrolet”, ros. «Добролёт») – zlikwidowane rosyjskie linie lotnicze, należące do „Aerofłotu”.
„Dobrolot” został utworzony w październiku 2013 roku. „Dobrolot” miał według planów obsługiwać najbardziej oblegane linie wewnątrzkrajowe, m.in. z Moskwy do Petersburga, Królewca, Soczi, Samary i Jekaterynburga, a od 2016 roku także kursy zagraniczne do Kijowa, Erywania i Stambułu. Nazwa nawiązuje do przedsiębiorstwa „Dobrolot”, które powstało w 1923 roku jako poprzednik „Aerofłotu”. Firma zainaugurowała działalność w czerwcu 2014 roku na trasie z Moskwy do Symferopola, udostępniając 12 połączeń dziennie. Przewoźnik posiadał dwa samoloty Boeing 737, a planował leasing 16 kolejnych.
4 sierpnia przewoźnik zawiesił działalność z powodu sankcji nałożonych na Rosję przez Unię Europejską w związku z konfliktem na Ukrainie. Na skutek sankcji rozwiązana została umowa „Dobrolotu” na leasing samolotów Boeing 737-800. Do chwili zamknięcia linie przewiozły 62,5 tys. pasażerów. Zaraz po likwidacji „Dobrolotu” zaczęto przygotowania do uruchomienia nowej linii, początkowo miała ona nosić nazwę Dobrolot Plus. 16 września w miejsce zlikwidowanego „Dobrolotu” utworzono linie lotnicze „Pobeda” (ros. «Победа», tłum. Zwycięstwo), które rozpoczęły działalność 1 grudnia 2014 roku.